# Seven Deuce
Seven Deuce（セブンデュース）は、2024年に結成した日本の男性ダンス＆ボーカルグループ。

## 概要
TOKYO MX系のTV番組「Powered by TV ～元気ジャパン～」発の番組x音楽プロデューサーSUNNY BAEG（サニーペグ）によるメンズグループプロジェクト

## 略歴
「Powered by TV〜元気ジャパン〜」の2023年6月16日放送回にて企画が発表された。後にメンバーとなるKANTA、HaL、TAKUMIはこの時点からプロジェクトに参加している。2023年11月11日放送回よりKaitoが、2024年9月14日放送回よりJuni、Yuitoが登場した。6人での活動を経て、2025年2月14日放送回にてAKITOの加入が発表された。

## メンバー
年齢順に記載、プロフィールはフォトブック(THE CUT OUT photography Seven Deuce 2025公式アーティストブック)より。
- Kaito（かいと、南部海人、1998年8月21日生まれ、神奈川県出身、O型、170cm）
  - リーダー。ダンス、ラップ
  - 俳優としても活動

- AKITO（あきと、三角章斗、1998年10月6日生まれ、千葉県出身、AB型、177cm）
  - ダンス、ラップ
  - Seven Deuceには2025年2月14日より加入
  - かつてのCelest1a（2024年解散）メンバー
  - THE_FIRST出演
  - かつてのジャニーズJr.解散グループ_(2000年以降)#ジャPAニーズ_HIメンバー

- KANTA（かんた、磨田寛大、1999年9月1日生まれ、三重県出身、B型、172cm）
  - ダンス、ヴォーカル
  - BXW_(日本の音楽グループ)（2023年活動休止）メンバー
  - PRODUCE_101_JAPAN出演（最終順位25位）

- HaL（はる、東井晴信、2000年10月22日生まれ、奈良県出身、B型、173cm）
  - ダンス、ヴォーカル
  - かつてのROLESWAN（2024年解散）メンバー

- Juni（じゅに、佐藤隆士、2001年10月26日生まれ、埼玉県出身、O型、172cm）
  - ダンス、ヴォーカル
  - 歌手としても活動
  - 現役歌王JAPANに出演
  - PRODUCE_101_JAPAN出演（最終順位23位）

- TAKUMI（たくみ、宮川拓実、2001年12月3日生まれ、神奈川県出身、A型、170cm）
  - ダンス、ヴォーカル
  - かつてのROLESWAN（2024年解散）メンバー
  - ミスター学習院コンテスト2021グランプリ

- Yuito（ゆいと、岡本唯斗、2008年2月6日生まれ、滋賀県出身、A型、175cm）
  - ダンス、ヴォーカル
  - 現役高校生

## ライブ・イベント
- 2024年9月26日 - STARRZ TOKYO Day2 水星、きゅりあんホール（品川区立総合区民会館）[6][7]

- 2024年10月27日 - 文教大学第40回聳塔祭（しょうとうさい） 、湘南キャンパス[8][9]

- 2024年11月3日 - 横浜国立大学2024年度常盤祭、常盤台キャンパス[10][11]

- 2024年12月8日 - First fan Meeting Live ~FLASH~、渋谷 TOKYO CULTURE CULTURE [12]

- 2024年12月25日 - Christmas Dinner Show、渋谷 TOKYO CULTURE CULTURE[13]

- 2025年1月12日 - フリーライブ、六本木 GT LIVE TOKYO[14]

- 2025年1月25日 - 冬祭！地酒＆地肴 in 代々木「HERO GATE」、代々木公園[15]

- 2025年2月15日 - チョコッとオンライントーク with Seven Deuce、アプリWith LIVE[16]

- 2025年3月21日～23日 - 3days Free Live ~COUNTING UP~、新宿村LIVE[17]

- 2025年4月20日 - フリーイベント in テラスモール松戸、テラスモール松戸[18]

- 2025年5月10日 - Seven Deuce × THE CUT OUT photography 2025公式アーティストブックリリースイベント、押上 N4 STUDIO[19]

- 2025年5月24日 - フリーイベント in ららぽーと新三郷、ららぽーと新三郷[20]

- 2025年6月7日、14日 - オンライントーク会 WithLIVE vol.2、アプリWithLIVE [21]

- 2025年6月19日 - BRAVE SONIC、KT Zepp 横浜[22]

## メディア出演

### テレビ
- TOKYO MX系「Powered by TV ～元気ジャパン～」不定期レギュラー出演
- TOKYO MX系「Trend Labo TV」2024年11月28日放送回[23]

### ラジオ
- ZIP-FM「FAIR NEXT INNOVATION ICONIC MOMENTS」2024年10月5日[24]、11月2日[25]、12月7日[26]放送回

## 写真集
- 2025年4月30日 (THE CUT OUT photography Seven Deuce 2025公式アーティストブック)